# Orionis
Pour les articles homonymes, voir Orion.
Orionis est un planétarium situé à Douai, dans le Nord, en France, près du finage de Râches, et inauguré le 13 mai 2023. 

## Description
Orionis est inauguré le 13 mai 2023, sa construction représente un coût de douze millions d'euros. Le planétarium est situé route de Tournai à Douai, près du finage de Râches, à côté du musée archéologique Arkéos. Le diamètre du dôme est de quinze mètres, la résolution est de 10K (en) et soixante millions de pixels sont générés.
Orionis possède une salle d'expositions temporaires. Quatre personnalités sont présentes lors de l'inauguration : Patrick Baudry, Michel Chevalet, Jérôme Bonaldi et Michel Tognini.

Inauguration, le 13 mai 2023
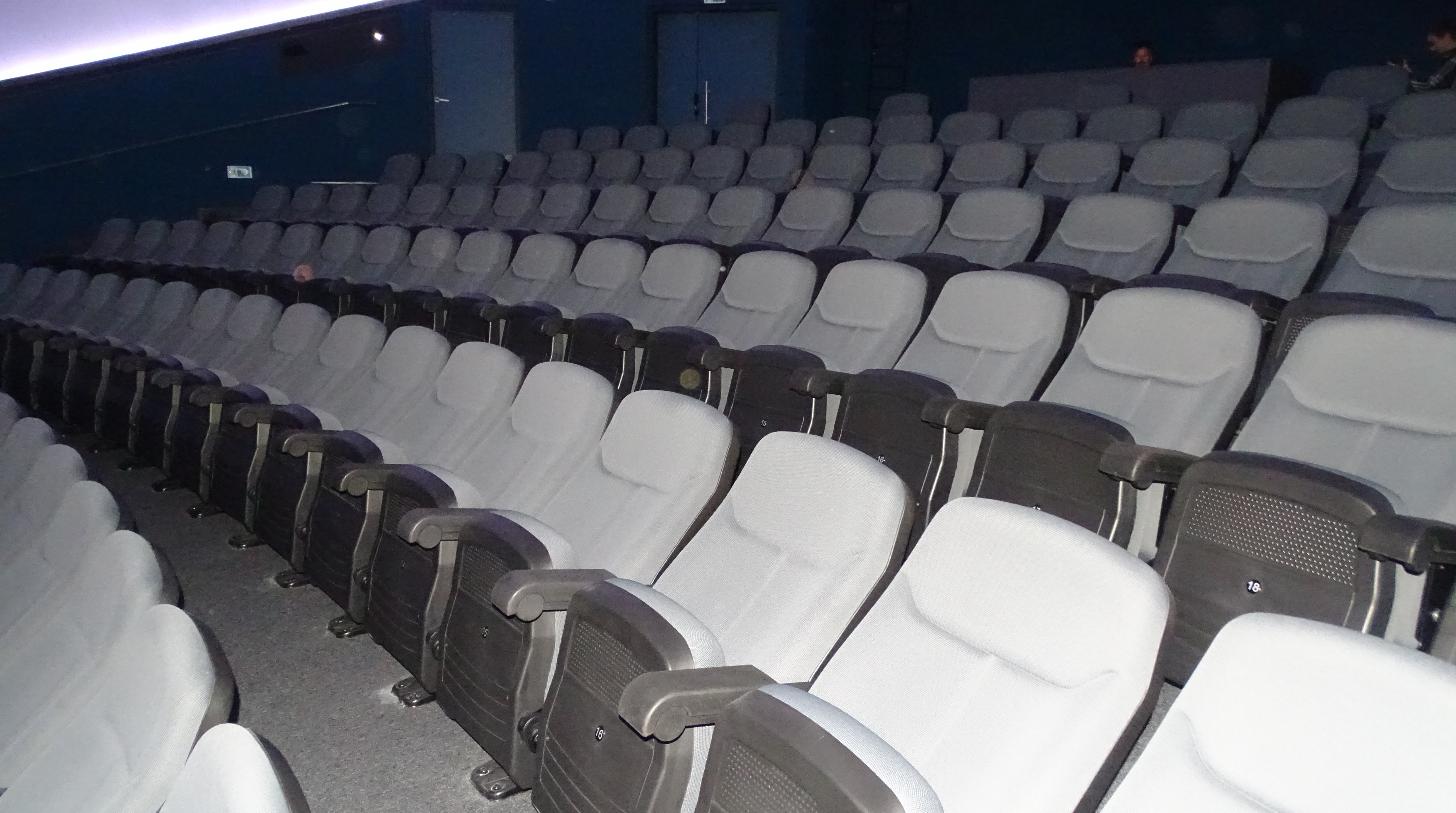
Le planétarium.
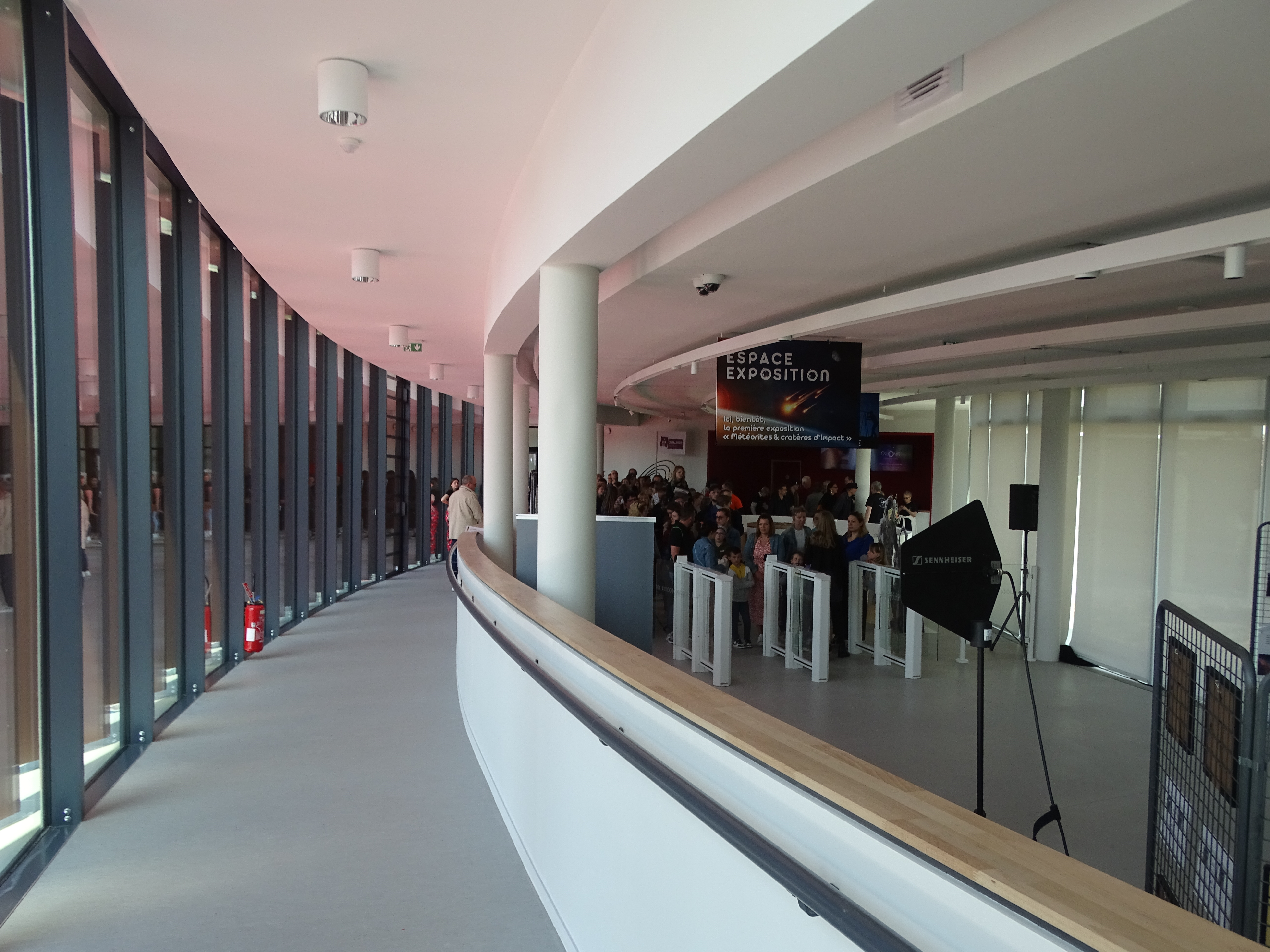
Le hall.
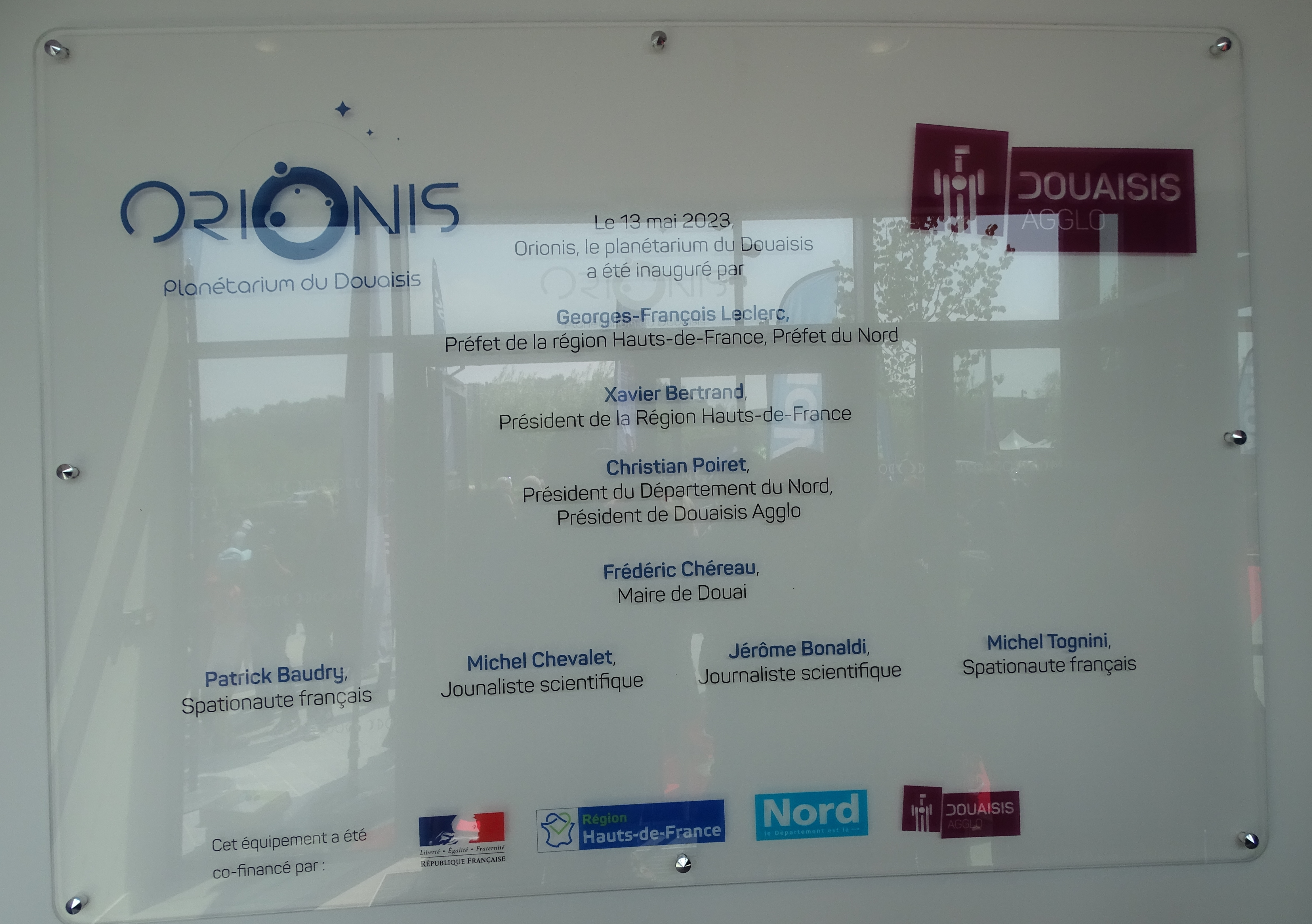
La plaque commémorative.
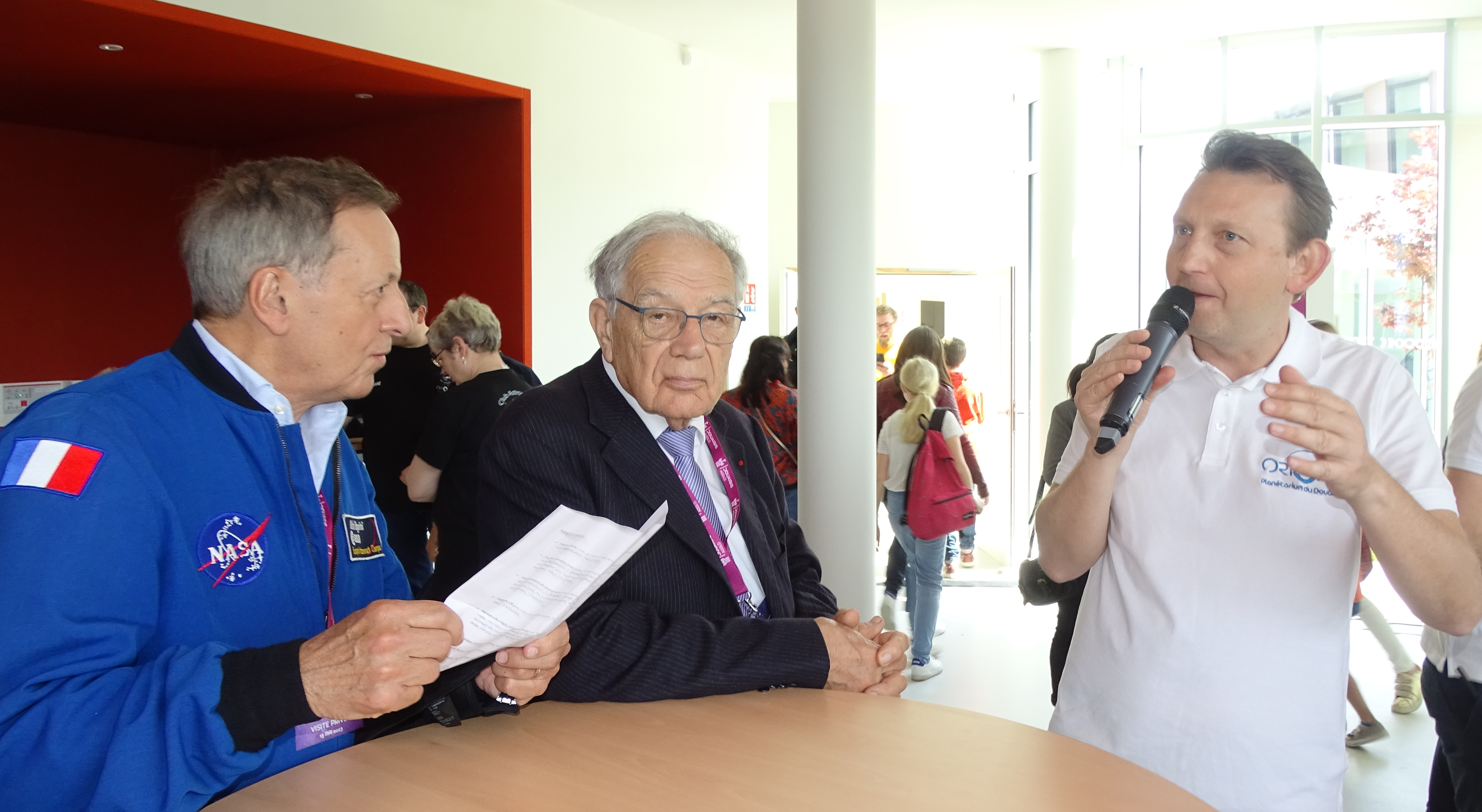
Michel Tognini et Michel Chevalet.
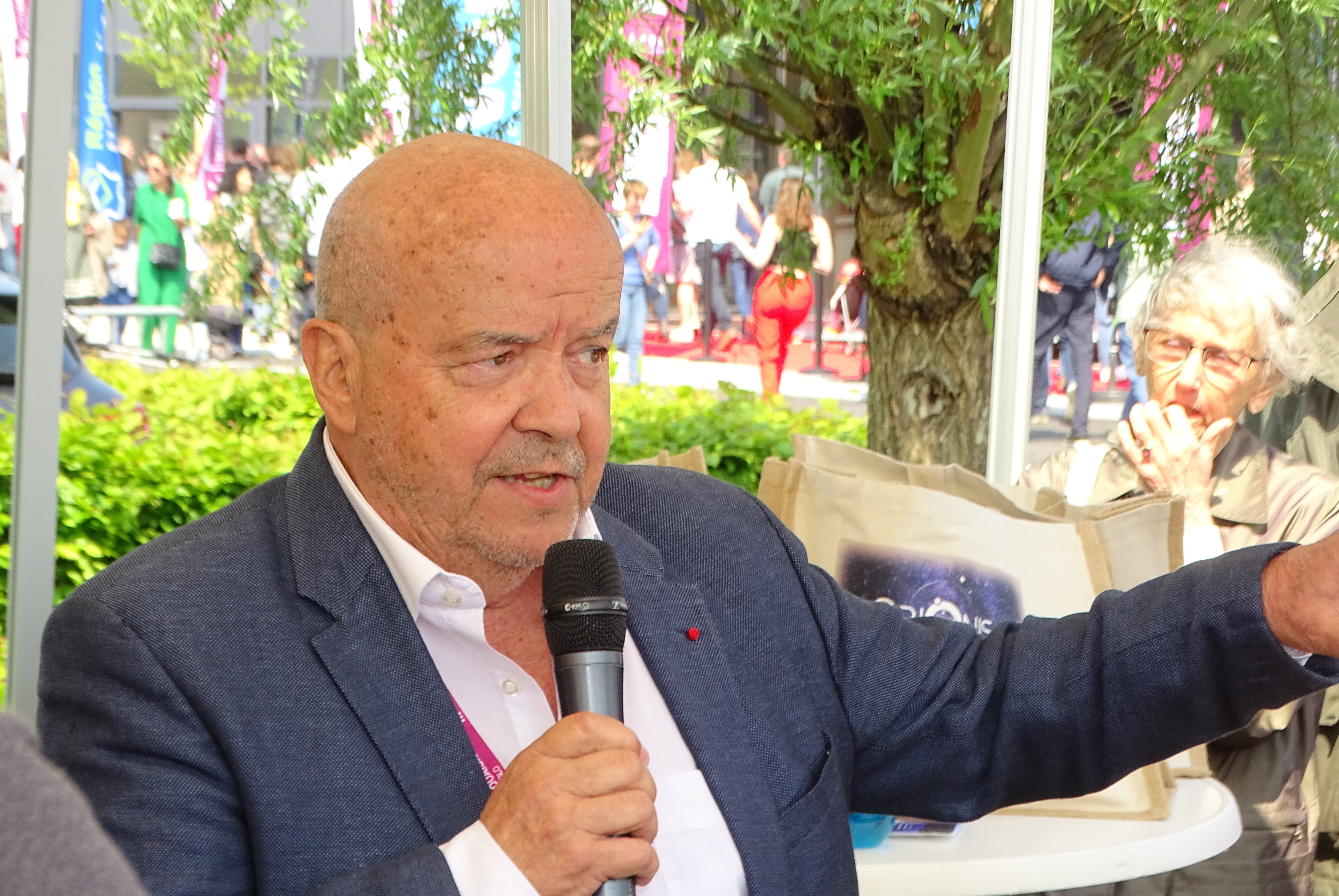
Patrick Baudry.
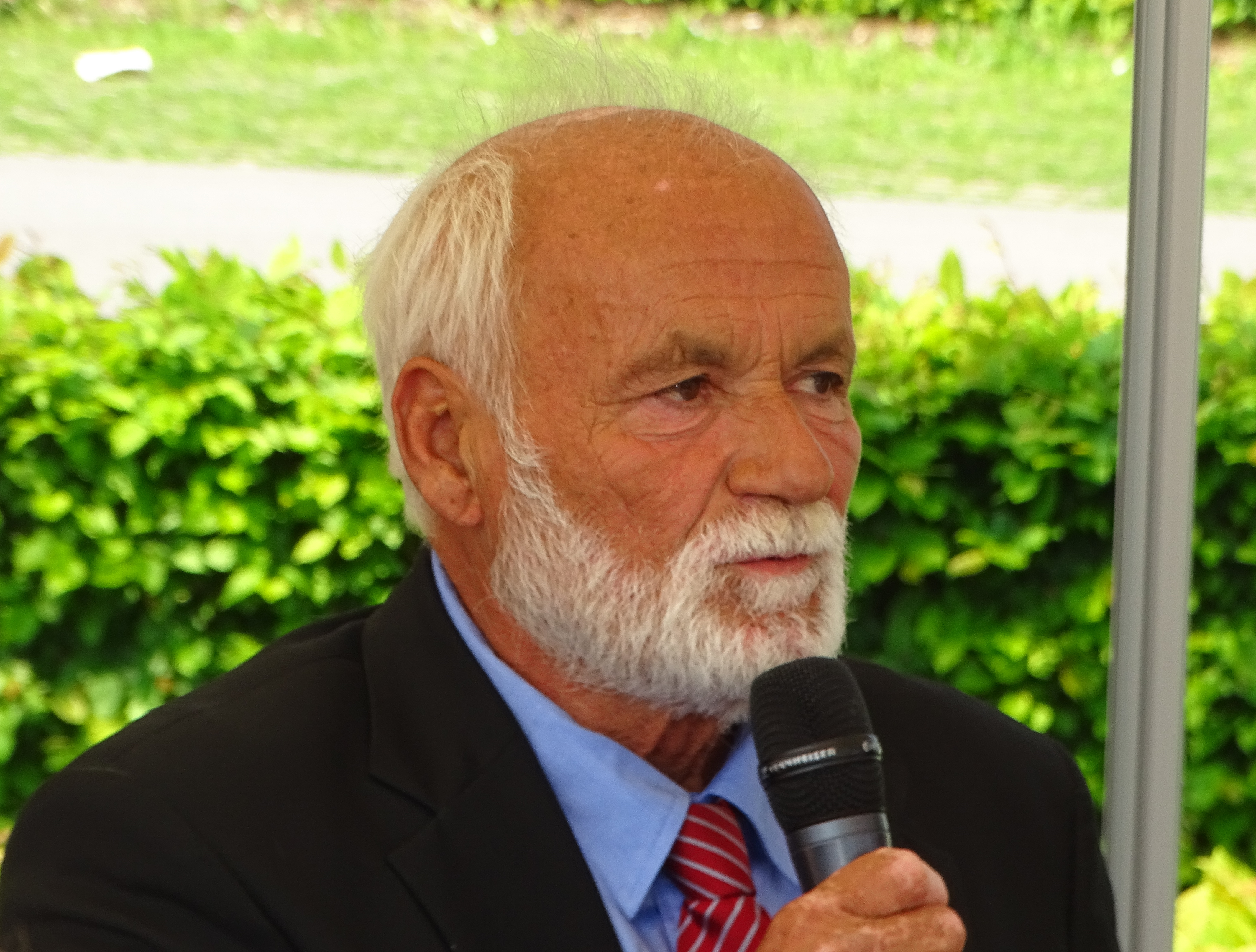
Jérôme Bonaldi.